# Basilique Saint-Pierre de Dillingen
Pour les articles homonymes, voir Basilique Saint-Pierre (homonymie).

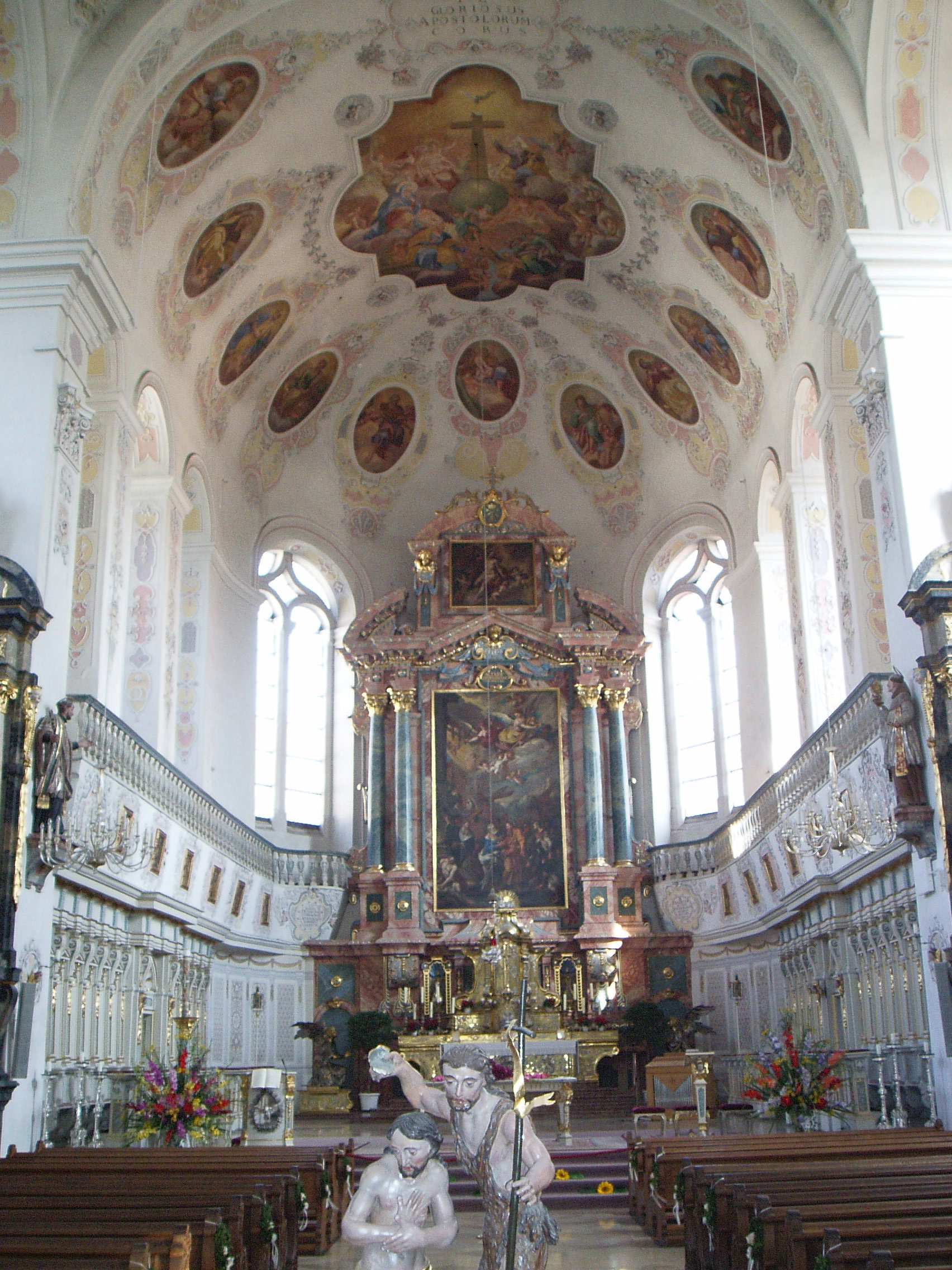
Intérieur.

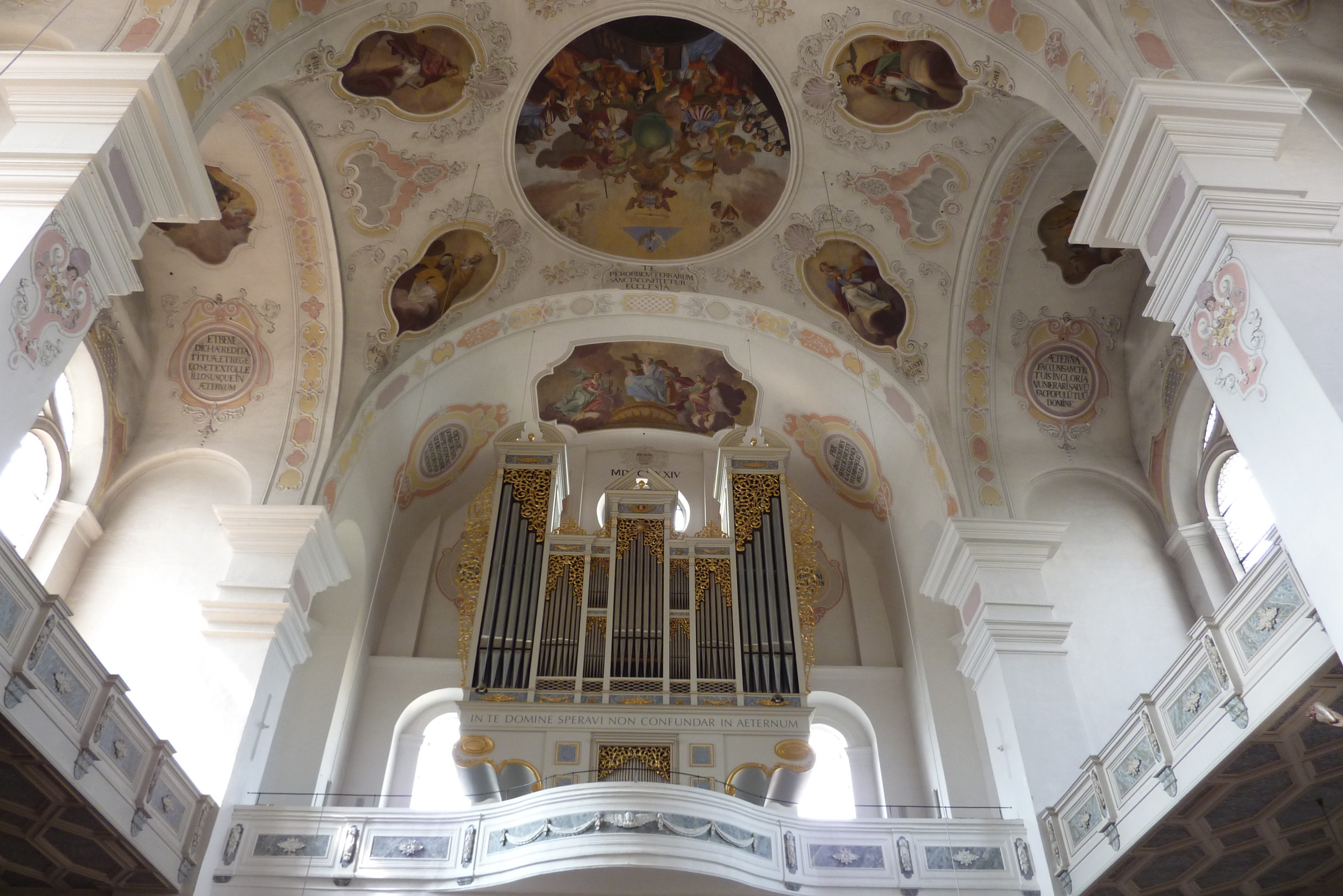
Orgue.

La basilique Saint-Pierre est une église paroissiale catholique de Souabe à Dillingen qui a reçu le rang de basilique mineure en 1979 de saint Jean-Paul II. C'est également la cocathédrale du diocèse d'Augsbourg et une nécropole des évêques d'Augsbourg.

## Histoire
En 1498, le prince-évêque d'Augsbourg, Frédéric II de Zollern, fait bâtir une église collégiale dédiée à l'apôtre Pierre. Au recès d'Empire de 1803, elle est sécularisée. La collégiale devient une simple église paroissiale. 
L'église reçoit le rang de basilique mineure en 1979.

## Architecture
Cette église-halle comporte trois nefs. Elle a été bâtie de 1619 à 1628 par Hans Alberthal sur les fondations des anciennes églises datant du XIIIe siècle et du XVe siècle. L'édifice est aussi grand qu'une cathédrale et mesure 54,8 mètres de longueur, 22,3 mètres de hauteur et 22 mètres de largeur. Après avoir été endommagée pendant la Guerre de Trente Ans lorsque les Suédois ont assiégé la ville, elle est restaurée en 1643. En 1669, la tour qui date de la période gothique est surélevée par David Mozart (arrière-arrière-grand-père de Wolfgang Amadeus Mozart) et mesure 49 mètres. La chapelle Saint-Érasme est construite du côté Nord en 1733. En 1733 et 1734, l'intérieur est décoré de stucs rococo à la mode du temps avec des fresques.
La dernière restauration - extérieure et intérieure - a lieu d'août 2015 à avril 2019.
À l'angle sud-est de la basilique se trouve l'église du couvent des Franciscaines de Dillingen et à l'angle sud-ouest une reproduction de la grotte de Lourdes.

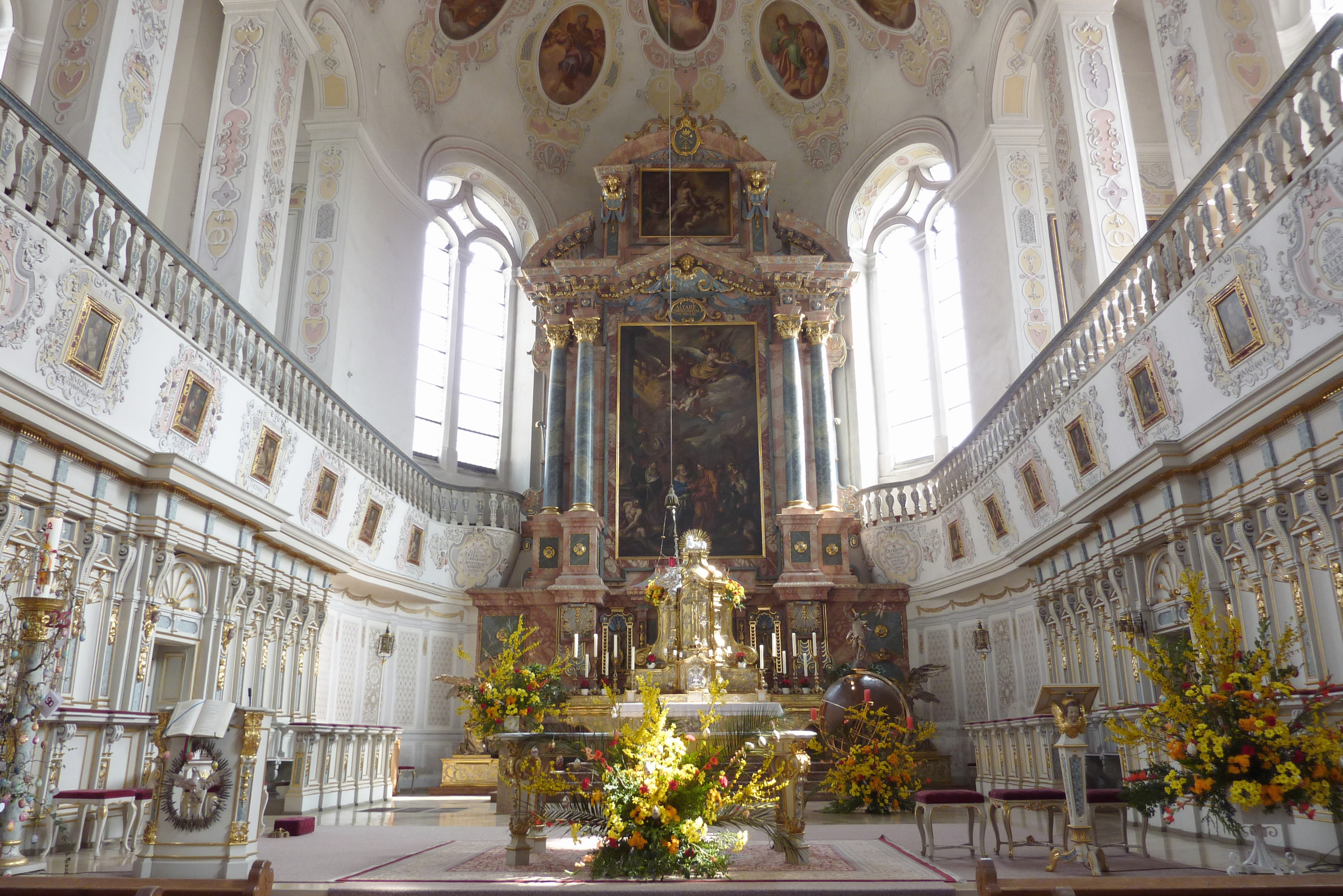
Vue du chœur.

## Orgue
L'orgue signé du facteur d'orgues Hubert Sandtner date de 1978. Il comporte 47 registres dont quelques registres de l'ancien orgue de Steinmeyer (1889). La disposition de l'orgue a été transformée en 2006 et agrandie à 53 registres.
| I Hauptwerk C–g3 |                  |        |
| 1.               | Praestant        | 16′    |
| 2.               | Principal        | 8′     |
| 3.               | Flauto           | 8′     |
| 4.               | Gamba            | 8′     |
| 5.               | Octave           | 4′     |
| 6.               | Spitzflöte       | 4′     |
| 7.               | Quinte           | 2,2,3′ |
| 8.               | Superoctave      | 2′     |
| 9.               | Cornet V (ab g0) | 8′     |
| 10.              | Mixtur VI        | 1,1,3′ |
| 11.              | Cymbel III       | 1,2′   |
| 12.              | Trompete         | 8′     |

| II Positiv C–g3 |                  |        |   |
| 13.             | Gedeckt          | 8′     |   |
| 14.             | Quintade         | 8′     |   |
| 15.             | Viola            | 8′     | S |
| 16.             | Principal        | 4′     | S |
| 17.             | Rohrflöte        | 4′     |   |
| 18.             | Sesquialter II   | 2,2,3′ |   |
| 19.             | Octave           | 2’     |   |
| 20.             | Larigot          | 1,1,3′ |   |
| 21.             | Scharff II       | 2,3′   |   |
| 22.             | Dulcian          | 16′    | S |
| 23.             | Cromorne         | 8′     | S |
|                 | Tremulant        |        |   |
|                 | Carillon (g0–g3) |        | S |

| III Schwellwerk C–g3 |                 |        |   |
| 24.                  | Bourdon         | 16′    |   |
| 25.                  | Principal       | 8′     |   |
| 26.                  | Holzflöte       | 8′     |   |
| 27.                  | Salicional      | 8′     | H |
| 28.                  | Vox coelestis   | 8′     | H |
| 29.                  | Octave          | 4′     |   |
| 30.                  | Querflöte       | 4′     |   |
| 31.                  | Nasard          | 2,2,3′ |   |
| 32.                  | Flautino        | 2’     |   |
| 33.                  | Terz            | 1,3,5′ |   |
| 34.                  | Piccolo         | 1′     | S |
| 35.                  | Mixtur V        | 2′     |   |
| 36.                  | Fagott          | 16′    |   |
| 37.                  | Trompette harm. | 8′     | S |
| 38.                  | Oboe            | 8′     | S |
| 39.                  | Vox humana      | 8′     | S |
|                      | Tremulant       |        |   |

| Chamadenwerk C–g3 |                |     |   |
| 40.               | Trompeta magna | 16′ | S |
| 41.               | Trompeta real  | 8′  | S |

| Pedalwerk C–f1 |                 |        |   |
| 42.            | Contrabass      | 32′    | S |
| 43.            | Principalbass   | 16′    | H |
| 44.            | Subbass         | 16′    | H |
| 45.            | Octavbass       | 8′     | H |
| 46.            | Bourdon         | 8′     |   |
| 47.            | Violoncello     | 8′     | S |
| 48.            | Octave          | 4′     |   |
| 49.            | Mixtur V        | 2,2,3′ |   |
| 50.            | Bombarde        | 32′    | S |
| 51.            | Posaune         | 16′    |   |
| 51.            | Trompete        | 8′     |   |
| 53.            | Clairon         | 4′     |   |
|                | Carillon (G–g1) |        | S |

- Accouplement:
  - Normalkoppeln: II/I, III/I, III/II, I/P, II/P, III/P
  - Superoktavkoppeln: III/P
  - Suboktavkoppeln: III/III, III/I
  - Chamadenkoppeln: Ch/I, Ch/II, Ch/III, Ch/P
- Nebenregister (2006): Cymbelstern, Cucculus
- Spielhilfen: u. a. achttausendfache elektronische combinateur
- Anmerkungen

H = Registre historique de Steinmeyer (1889)
S = Registre de la modernisation de 2006

## Cloches
Le clocher de la basilique Saint-Pierre comporte trois cloches de l'année 1724, commandées par le prince-évêque d'Augsbourg Mgr Alexandre-Sigismond de Palatinat-Neubourg. En 1981, deux cloches modernes ont été ajoutées. La basilique possède aussi un glas qui a été coulé en 1716.
| N° | Nom                      | Année | Fonderie, Lieu                   | Dimensions (mm) | Poids (kg) | Notes (16tel) | Inscription                           |
| 1  | Christus                 | 1981  | Bachert, Bad Friedrichshall      | 1510            | 1932       | des1 –5       | Jesus Christus est modellum nostrum   |
| 2  | Très Sainte Trinité      | 1724  | Nikolaus (I) & Alexander Arnoldt | 1334            | ca. 1500   | es1 –4        |                                       |
| 3  | Pierre et Paul           | 1724  | Nikolaus (I) & Alexander Arnoldt | 1085            | ca. 800    | ges1 –6       |                                       |
| 4  | Sainte Famille           | 1724  | Nikolaus (I) & Alexander Arnoldt | 880             | ca. 400    | b1 –4         |                                       |
| 5  | –                        | 1981  | Bachert, Bad Friedrichshall      | 775             | 297        | des2 –4       | Ihr heiligen Patrone bittet für uns ! |
| 6  | Glas (cloche de la mort) | 1716  | Franciscus Kern (I), Augsbourg   | 475             |            | as2           |                                       |